# 10038 Tanaro
A 10038 Tanaro (ideiglenes jelöléssel (10038) 1984 HO1) a Naprendszer kisbolygóövében található aszteroida. W. Ferreri és V. Zappala fedezte fel 1984. április 28-án.

## Kapcsolódó szócikk
- Kisbolygók listája (10001–10500)